# Pat Riordan
Pour les articles homonymes, voir Riordan.

a Compétitions nationales et continentales officielles uniquement.

b Matchs officiels uniquement.
Dernière mise à jour le 26 janvier 2024.
Patrick Riordan, né le 30 septembre 1979 à London (Canada), est un joueur international canadien de rugby à XV évoluant au poste de talonneur.

## Carrière

### En club
Pat Riordan joue une saison avec le Pontypridd RFC, au pays de Galles, en 2003-2004.

### En équipe nationale
Il a eu sa première cape internationale le 14 juin 2003, à l’occasion d’un match contre l'équipe d'Angleterre A.

## Statistiques en équipe nationale
- 43 sélections avec l'équipe du Canada
- 4 essais (20 points)
- Sélections par année : 1 en 2003, 4 en 2004, 7 en 2006, 7 en 2007, 4 en 2008, 8 en 2009, 5 en 2010, 7 en 2011

En coupe du monde :
- 2007 : 4 sélections (Pays de Galles, Fidji, Japon, Australie)
- 2011 : 4 sélections (Tonga, France, Japon, Nouvelle-Zélande)